# Proctacanthus fulviventris
Proctacanthus fulviventris là một loài ruồi trong họ Asilidae. Proctacanthus fulviventris được Macquart miêu tả năm 1850. Loài này phân bố ở vùng Tân Bắc giới.